# 史都華 (澳大利亞國會選區)
史都華選區（英語：Division of Sturt），是澳大利亞南澳大利亞州的下議院選區，位於該首府阿德萊德東郊。面積84平方公里。
選區始於1949年，紀念英國探險家查爾斯·史都華，是自由黨的安全選區。自1993年以來任當區議員的是克里斯多福·派恩。